# Lyonel Feininger
Lyonel Charles Adrian Feininger (Nueva York, 17 de julio de 1871-13 de enero de 1956) fue un pintor e historietista germanoestadounidense. Desde el año 1909 fue miembro de la asociación artística Secesión de Berlín (Berliner Sezession).

## Biografía
En su juventud viajó a Alemania para recibir instrucción musical, actividad que nunca abandonó. Residió así mismo en Bélgica y París. Sus inicios en la ilustración fueron difíciles, hasta que en 1906 el periódico Chicago Sunday Tribune le contrató para realizar dos tiras cómicas semanales: Kinder Kids y Wee Willie Winkies World (1906), en las que inauguraría el uso no-naturalista del color e incorporaría al cómic la antropomorfización de los personajes no humanos.
Tras conocer el cubismo, su posición estética se adhirió dentro de la pintura expresionista alemana. Participó en la exposición del grupo Der Blaue Reiter, en el primer salón de otoño celebrado en Berlín. Posteriormente se vinculó al movimiento artístico creado alrededor de la Bauhaus, tras conocer a Walter Gropius. Su reconocimiento se vio interrumpido con la llegada al poder del partido nazi, integrándose parte de su obra en la conocida exposición sobre «arte degenerado». Se decidió a trasladarse a los Estados Unidos, donde, tras un periodo de adaptación (era poco conocido, y el cambio de paisaje afectó a su obra), comenzó a integrarse en el circuito artístico. En 1944 el MOMA le compró una obra.

## Obra (selección)

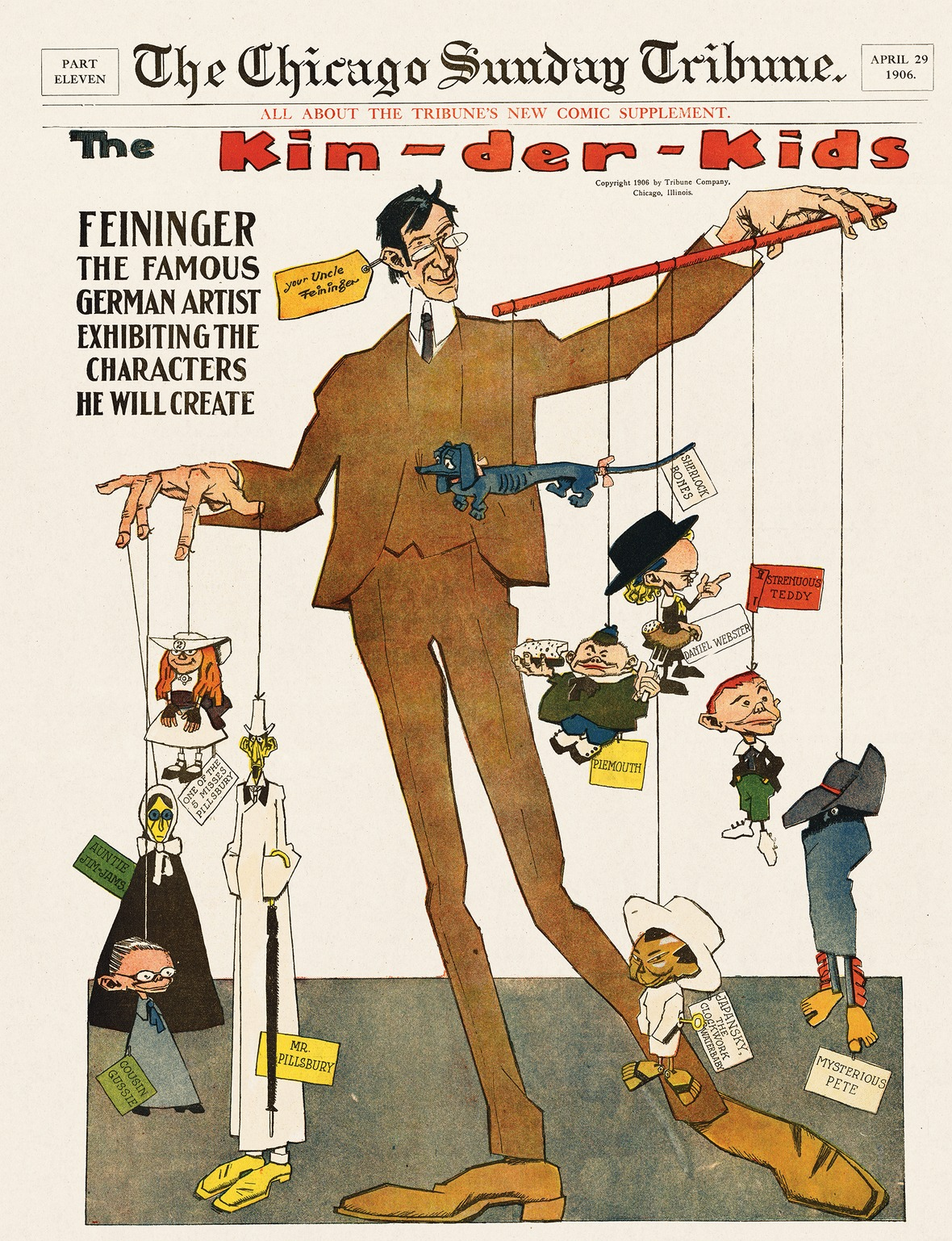
Feininger con personajes de su serie de historieta The KIn-der-Kids (29 de abril de 1906).

- 1907: Der weiße Mann, (Colección Carmen Thyssen-Bornemisza, Madrid)
- 1910: Straße im Dämmern, (Sprengel-Museum, Hannover)
- 1913: Gelmeroda I, (Colección privada, Nueva York)
- 1913: Leuchtbake, (Museo Folkwang, Essen)
- 1913: Kreisformen, Sonne, Turm, (Colección privada, París)
- 1918: Teltow II, (Neue Nationalgalerie, Berlín)
- 1919: Die Kathedrale des Sozialismus, Holzschnitt zum ersten Bauhaus-Manifest
- 1922: Dorfteich von Gelmeroda, Instituto Städel
- 1922: Die Dame in Mauve, Museo Thyssen-Bornemisza
- 1925: Barfüßerkirche in Erfurt I, (Staatsgalerie Stuttgart)
- 1929: Halle, Am Trödel, (Bauhaus-Archiv, Berlín)
- 1931: Die Türme über der Stadt (Halle), (Museo Ludwig, Colonia)
- 1936: Gelmeroda XIII, (Metropolitan Museum of Art, George A. Hearn)

## Honores
El asteroide (6653) Feininger fue nombrado así en su honor.

## Monografías
- Hans Hess: Lyonel Feininger. W. Kohlhammer GmbH, Stuttgart 2002, ISBN 3-17-011569-3